# Fernando Sartorius Chacón
Fernando Sartorius Chacón (Madrid, 17 de noviembre de 1860-Zarauz, 20 de agosto de 1926) fue un político español. 

## Biografía
Nacido el 17 de noviembre de 1860 en Madrid, su padre Luis José Sartorius fue un político muy importante de la época de Isabel II. Ingresó en el ejército en 1877, finalizando su carrera militar con el grado de teniente coronel. Pasó a ostentar el título de conde de San Luis en 1886.
El 9 de febrero de 1891 contrajo matrimonio con Carmen Díaz de Mendoza y Aguado, nacida en Murcia el 10 de marzo de 1864.. El matrimonio tuvo cuatro hijos:
- Fernando, nacido el 26 de octubre de 1891 en Niza (Francia), IV conde de San Luis.
- José, nacido el 2 de octubre de 1893 en Zarauz.
- Luis, nacido el 17 de enero de 1899 en Madrid.
- Carlos, nacido el 5 de noviembre de 1900 en Madrid.

Adscrito a las filas conservadoras, fue elegido diputado en las Cortes de la Restauración por el distrito electoral de Huete (provincia de Cuenca) en las elecciones de 1896,1899, 1899, 1901, 1903, 1905, 1907, 1910, 1914, 1916, 1918, 1919 y 1920. Se ganó el apodo de «gran señor de Cuenca». Su hijo, vizconde de Priego, heredaría su cacicazgo en Huete.
Entre el 8 de diciembre de 1903 y el 24 de junio de 1905 desempeñó el cargo de gobernador civil de la provincia de Madrid. Entre febrero de 1907 y enero de 1910 ejerció de enviado extraordinario y ministro plenipotenciario de España en Portugal. Se hizo cargo de la cartera de ministro de Abastecimientos entre septiembre y diciembre de 1919, durante un gabinete Sánchez de Toca.
En 1922 sería nombrado senador vitalicio.
Falleció en Zarauz el 20 de agosto de 1926.